# 다른 나라에서
《다른 나라에서》(In Another Country)는 홍상수 감독의 2012년 대한민국 영화이다. 영화는 바닷가 마을을 배경으로, 프랑스의 배우 이자벨 위페르가 연기한 '안느'라는 이름을 가진 서로 다른 세 여인의 세 가지 이야기로 구성되어 있다.
2012년 칸 영화제 황금종려상 경쟁 부문에 초청됐다.

## 줄거리
액자식 구성의 이야기는 젊은 영화학도 원주(정유미)와 그녀의 어머니 박숙(윤여정)이 전북 부안의 해변 마을 모항에서 채권자들을 피해 숨어 지내는 모습을 담고 있다. 지루해진 원주는 자신들이 머무는 곳을 배경으로 한 각본을 쓰기 시작하지만, 결국 같은 기본 아이디어를 사용하여 세 가지 변형된 이야기를 생각해낸다.
각 이야기에서 원주의 주인공은 "매력적인 프랑스 방문객" 안느(이자벨 위페르)이다. 첫 번째 부분에서 그녀는 한국인 동료 감독 종수(권해효)와 임신 중이며 질투심 많은 그의 아내 금희(문소리)를 방문하는 유명한 영화 제작자이다. 두 번째 부분에서 그녀는 같은 게스트하우스에 애인인 한국인 영화 제작자 문수(문성근)를 만나러 온 프랑스 자동차 회사 임원의 아내이다. 세 번째 부분에서 그녀는 남편이 젊은 한국인 비서와 바람이 나 자신을 떠난 후, 대학 강사 친구 박순(다시 윤여정)과 함께 평화와 고요를 찾아온 이혼한 주부이다.
각 이야기에는 불륜 문제가 존재하며, 안느가 해변을 거닐며 미니 등대(세 에피소드 모두에서)를 찾던 중 만나는 희미하지만 근육질의 해변 구조요원(유준상)도 등장한다.
각 "안느"가 안느의 숙소에서 일하며 그녀에게 주변을 안내하는 것을 돕는 원주를 포함한 현지인들과 교류하면서, 특정한 얼굴, 상황, 대사가 반복되며, 맥락과 전달 방식에 따라 그 효과와 함의가 달라진다.

## 제작 배경
이자벨 위페르는 2011년 3월 시네마테크 프랑세즈에서 열린 홍상수 회고전에서 홍상수를 처음 만나게 된 인연으로 홍상수가 감독 및 제작을 맡은 본 영화에 출연하게 됐다.

## 출연진
- 이자벨 위페르 : 안느
- 유준상 : 안전요원
- 정유미 : 원주
- 윤여정 : 박숙
- 문성근 : 문수
- 권해효 : 종수
- 문소리 : 금희
- 김용옥 : 스님
- 김용순 : 할머니
- 이정웅 : 낚시꾼
- 김순자 : 보살